# ガーバー
ガーバー（英: Gerber）は、アメリカ合衆国のナイフメーカーである。シースナイフからフォールディングナイフ、マルチツールと幅広く生産している。

## 概要

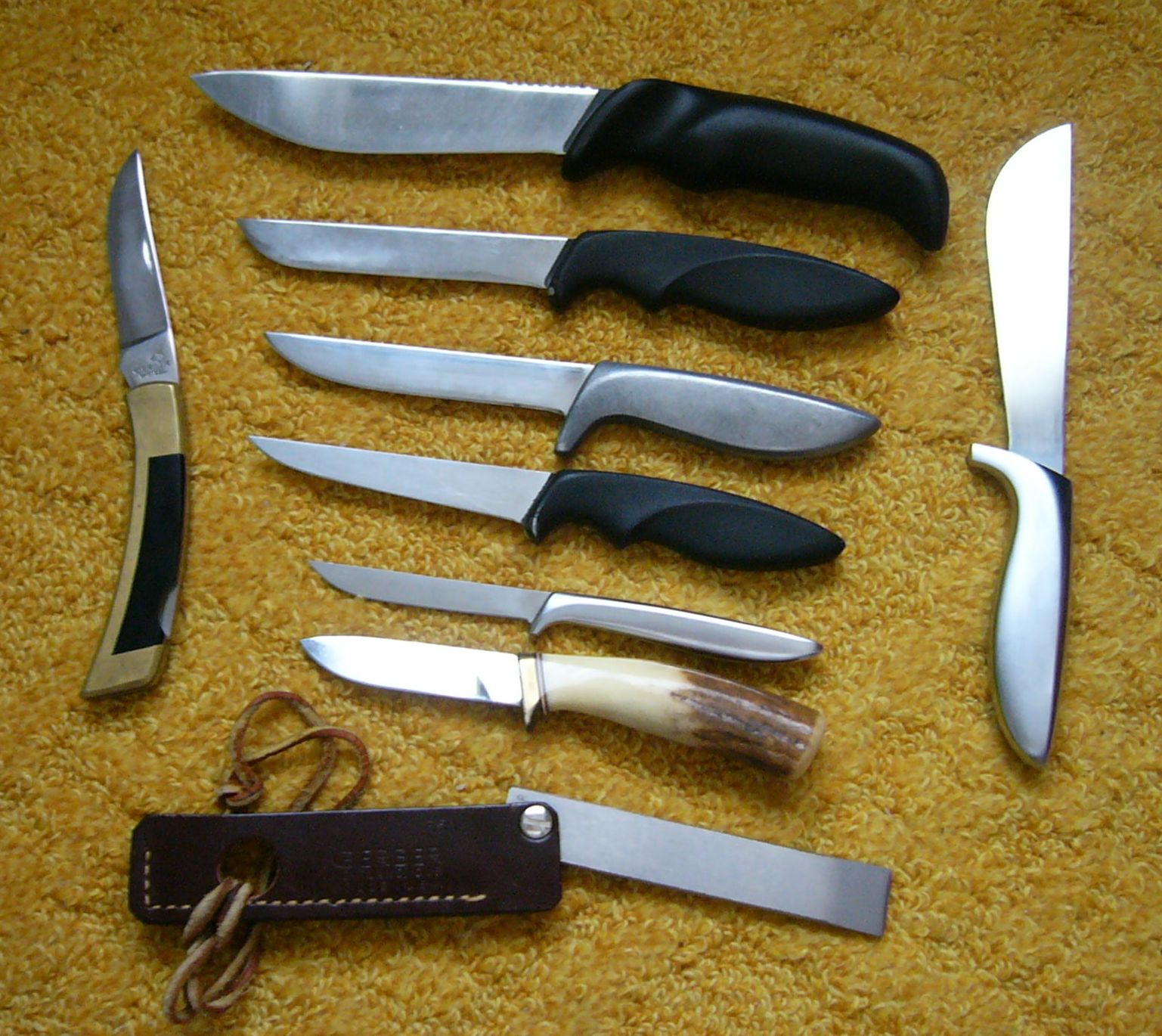
かつてガーバー社で生産されていたナイフ（一部）上からマグナムハンター（復刻品)、ショーティ（アーモハイド柄復刻品））、ショーティ（アルミ無地柄初期型）、ミニマグナム、ピキシー（クローム柄）、C300B、スポーツマンズスチール（シャープナー）、右はフレイヤー（クローム柄）、左はFS2

ガーバー（gerber）社は、ジョセフ・R ガーバー（Joseph R Gerber）により、オレゴン州ポートランドで1910年に広告代理店として設立された。
1939年にジョセフ・R ガーバーは顧客へのクリスマスギフトのため、行商に来た地元の鍛冶屋デビッド・ゼパニヤ・マーフィー（David Zehaniah Murphy）からキッチンナイフを25セット購入する。
マーフィーのナイフは、E.C.アトキンス（E.C.Atkins & Co.,Inc.）の弓鋸刃（Hack saw blade）でブレードであった。ハンドルは古いアルミニウムのピストンを溶かし、鋳造したアルミニウムハンドルで主に切り盛り用のカービングナイフとステーキナイフを作成した。
ジョセフ・ガーバーはマーフィーからナイフを仕入れ最初は贈答用に用いていたが、後にガーバーの名で販売するようになる。ウオールナットの箱に入ったナイフは大変な人気となり、ガーバー・ハンドメイド・ブレード（Gerber Hand Made Blades）が創立され、ニューヨークのアバクロンビー&フィッチで販売された。
その後、ガーバー社は多くのナイフを販売し利益を上げた。マーフィーは納入価格のアップを要求するが契約以上の金額は受け入れられず、マーフィーはガーバー社へのナイフの出荷を止める。
同時に第2次世界大戦が起こり、その間マーフィーは、1941年～1954年にかけ、軍隊が使用するためのマーフィー・コンバット・ナイフ（Murphy Combat Knives）を製造していた。
第2次世界大戦の間、ナイフビジネスを中断していたガーバーはナイフビジネスを再開するが、マーフィーがガーバー社を去ったため、自社でナイフを製造し始めたが、ガーバー社はマーフィーのハンドルデザインを使用していたため、マーフィーはナイフデザインの使用禁止を求めた訴訟を起こし1951年にマーフィーが勝訴し、マーフィーデザインのハンドルが使用できなくなり、以後は社内デザイナーのデザインで製造を行った。
1947年、社名をガーバー・レジェンダリー・ブレード（Gerber Legendary Blades）に変更、1958年にジョセフの息子であるピート・ガーバーが社長に就任し、フィッシング、ハンティングの大の愛好家だった彼の経験を生かしてハンティングナイフやサバイバルナイフの分野に進出し、製造・販売を続けていたが、1987年、ピート・ガーバーはガーバー・レジェンダリー・ブレードをフィンランドの食卓用金物メーカー、フィスカース（Fiskars）に売却し現在に至る。

## 沿革
1939年、ジョセフ・ガーバーにより創業。
1958年、ジョセフの息子であるピート・ガーバーが社長に就任
1966年、MKII コンバットナイフを発表、ベトナム戦争で軍用ナイフとして高い評価を受ける。
1987年、ピート・ガーバーはガーバー・レジェンダリー・ブレード社をフィスカース社に売却。社のイメージカラーがオレンジ色からフィスカース社の色である青色に変更。
1991年、マルチプライヤーを発売。2年後、同社を代表する売れ筋商品となる。
2012年、ロゴマークを変更。

## 特徴

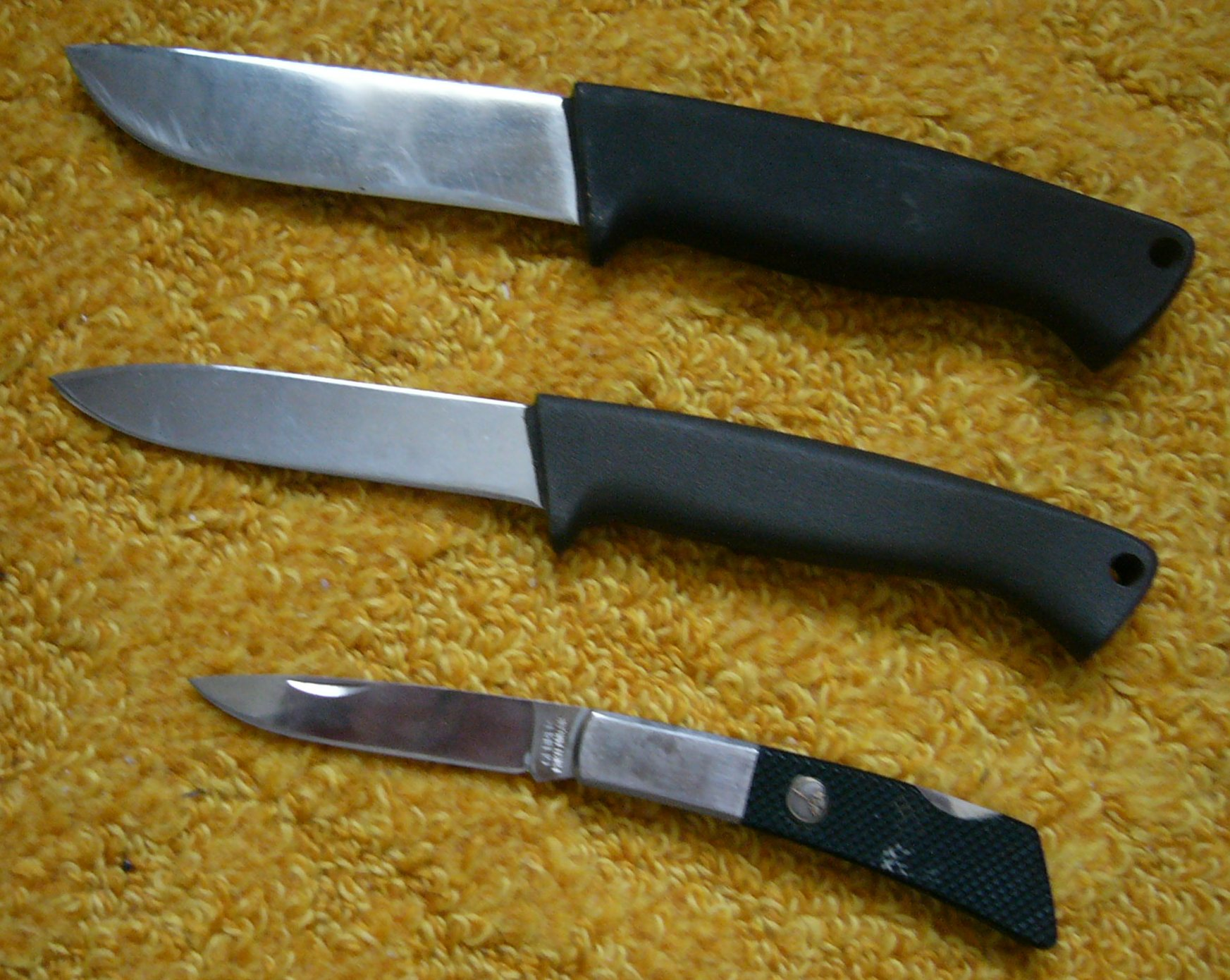
アルフレッド・クラーク・マーがデザインしたガーバー社のナイフ（一部）。上からA425、A400、シルバーナイト300A-ABS チェッカーハンドル

ガーバーはもともとキッチンナイフメーカーでもあったため初期のナイフは独特のデザインを持ち、ハイス鋼（またはステンレス）・防錆のための刃へのクロームメッキ加工、鋳造・圧着アルミハンドルという構造を持っていた。キッチンナイフは水の影響で最初にグリップが破損するため、ガーバー社のキッチンナイフはこのアルミハンドルの実用性・デザイン、そして切れ味に非常に高い評価を得ていた。
また同じ構造でハンティングナイフも多く展開し、それらは後に柄にクロームメッキや樹脂の拭きつけ塗装が行われ、その樹脂の名称から通称「アーモハイドシリーズ」とも呼ばれている。
フォールティングナイフも多く展開しており、ハイス鋼を用いた同社初のフォールティングナイフ「フォールティングハンター」、バックの#110フォールティングハンターに影響を受けた「フォールティングスポーツマン（FS）シリーズ」、レバーで内蔵されたボルトを操作して開閉するという構造で頑丈な通称「ボルトアクションシリーズ」、ボタンを押すことでロックを操作し、そのままボタンを押したまま刃を開閉できる「ポールナイフ」などが生産された。
さらに日本製鋼材の銀紙1号を用い、日本の坂井刃物製作所（現：G.サカイ）が生産しガーバーで販売された「シルバーナイトシリーズ」も知られる。
フィスカースへの売却後は一部のモデルを除き、性能が高いが採算性が低い上記のナイフは生産されなくなり、主にマルチプライヤーや安価なフィールドナイフの生産に力を入れている。
マルチプライヤーはボタンを押すことでプライヤー部を展開でき、スプリングが入ったモデルも多く、つかんだり、はなしたり、という作業が楽に行えるようになっている。鋏が内蔵されたモデルは切れ味に定評があるフィスカース製の鋏を用いている
斧（アックス）の柄の部分に、ナイフやノコギリを収納したモデルなど、独自のアイデアがうかがえる。
近年はベア・グリルスとコラボレートしたナイフやサバイバルキットを販売している。
同社出身者には同社の元チーフデザイナーでシルバーナイトシリーズをデザイン、後にアル・マー社を興すアルフレッド・クラーク・マー、元国際営業部長で後にカーショウ社を興すピーター・カーショウが知られる
カスタムナイフメーカーのロバート・ウォルドーフ・ラブレスも短期間のみであるがデザイナーとして在籍したことがあり、フォールティングナイフ1種、ガーディアンシリーズといわれる大中小のダガー、ジェントルマンズナイフ4種類などをデザインしている。

## ギャラリー

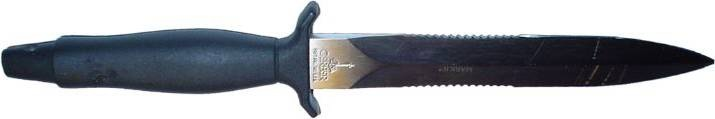
A Gerber Mark II combat knife, with black anodized blade
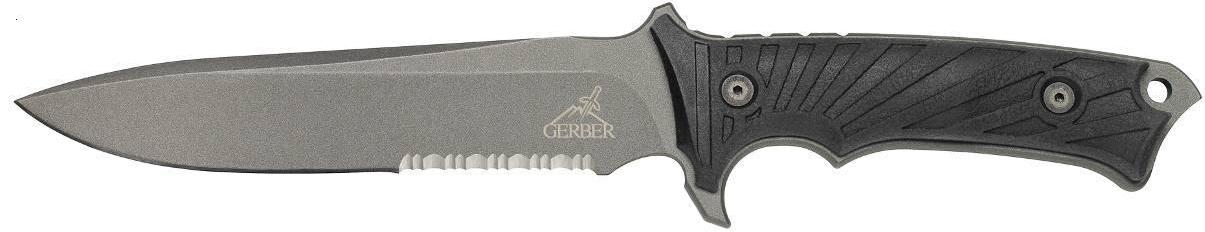
Gerber LHR Combat Knife
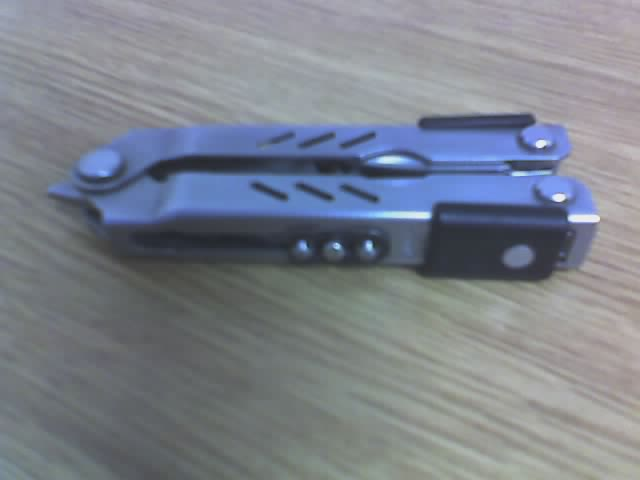
A Gerber Compact Sport 400 multitool, closed
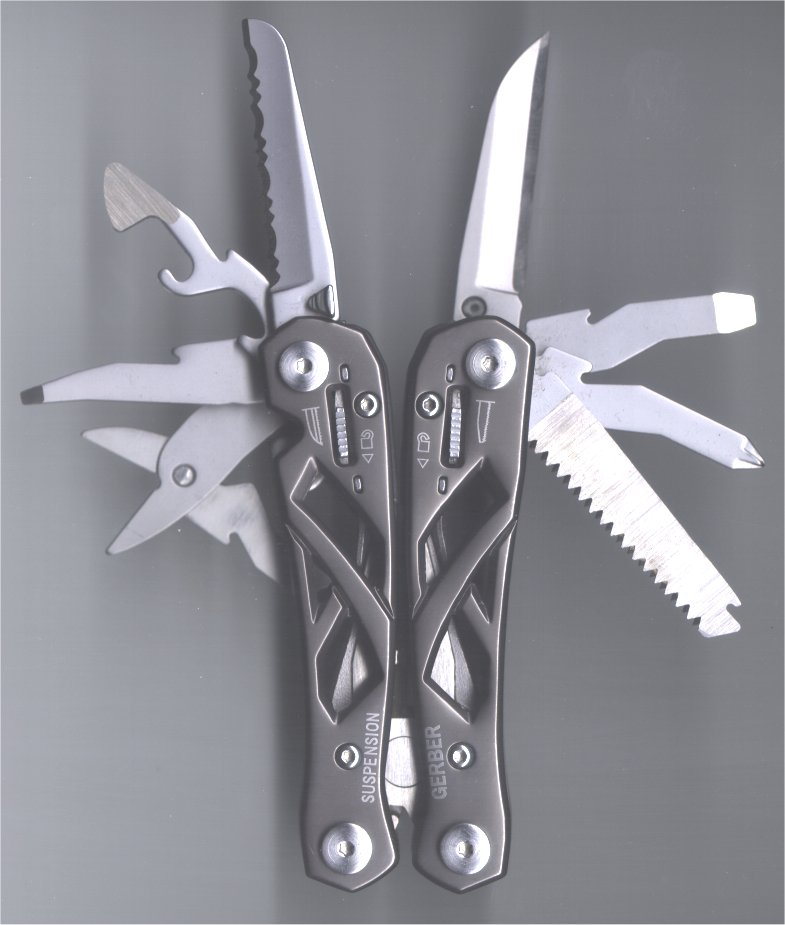
A Gerber Suspension pocket tool, blades open
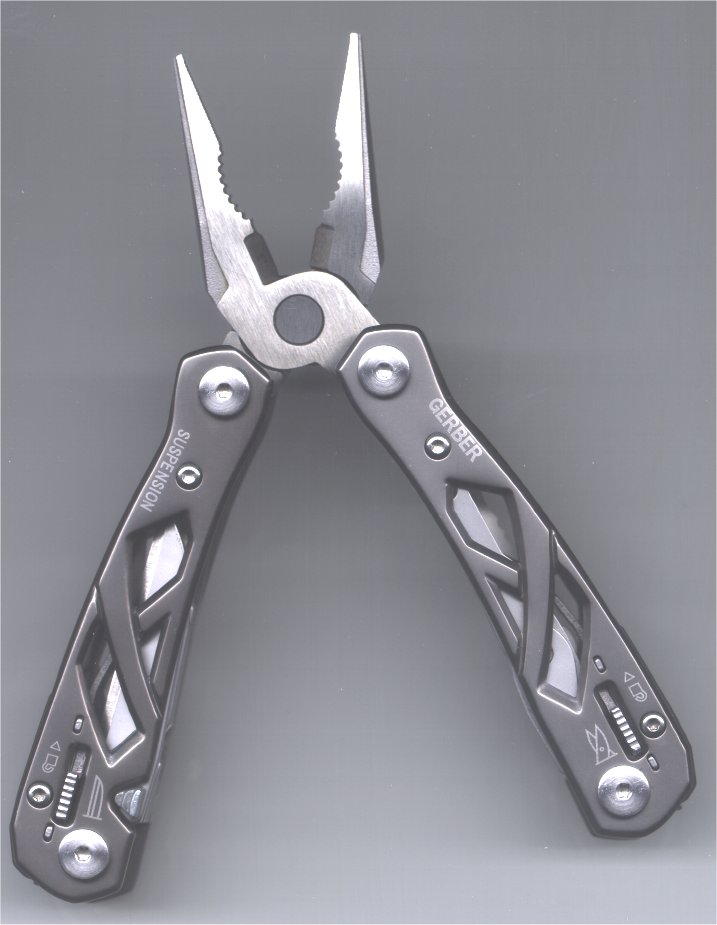
A Gerber Suspension pocket tool, pliers open
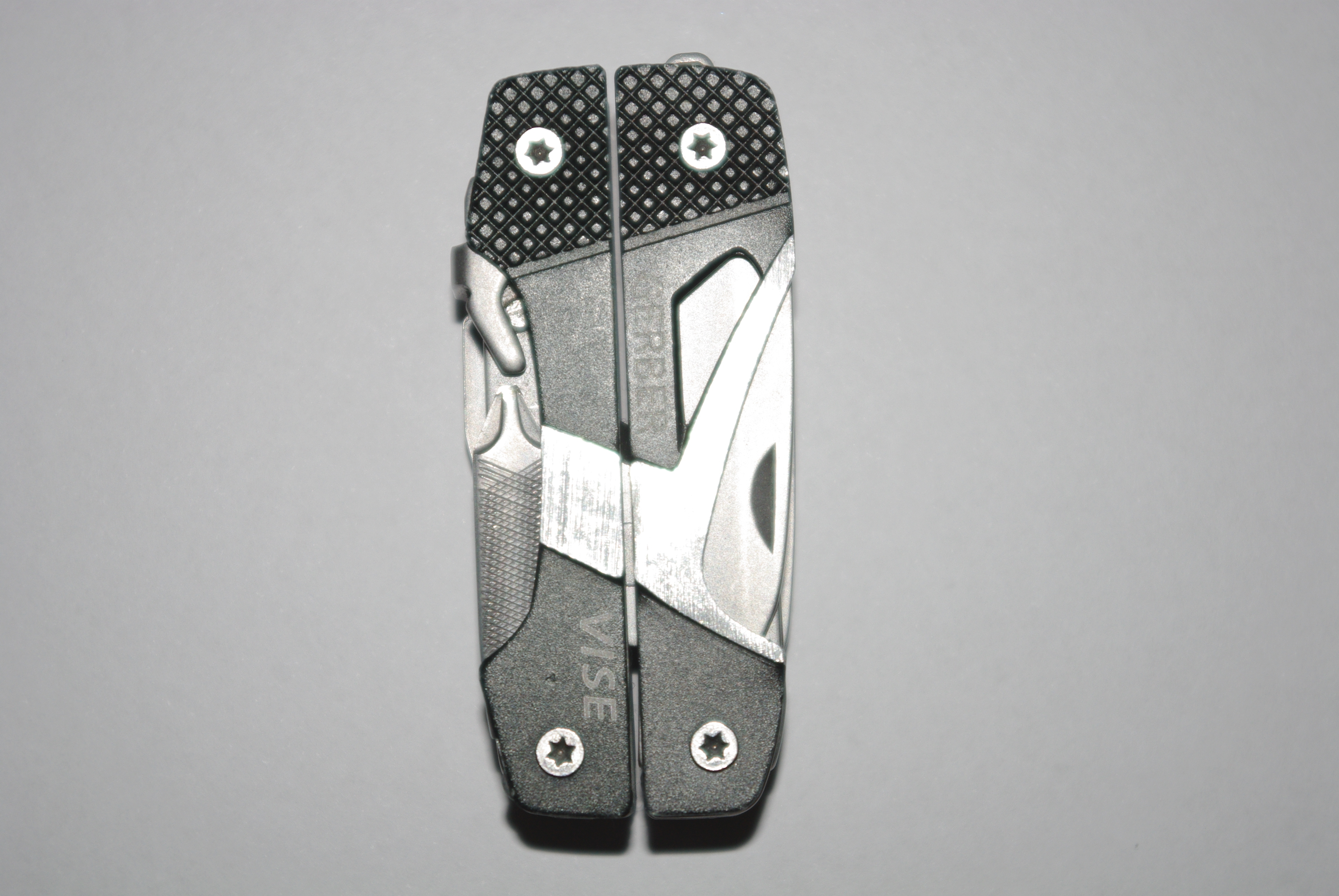
Gerber Vise keychain, 60mm long when closed
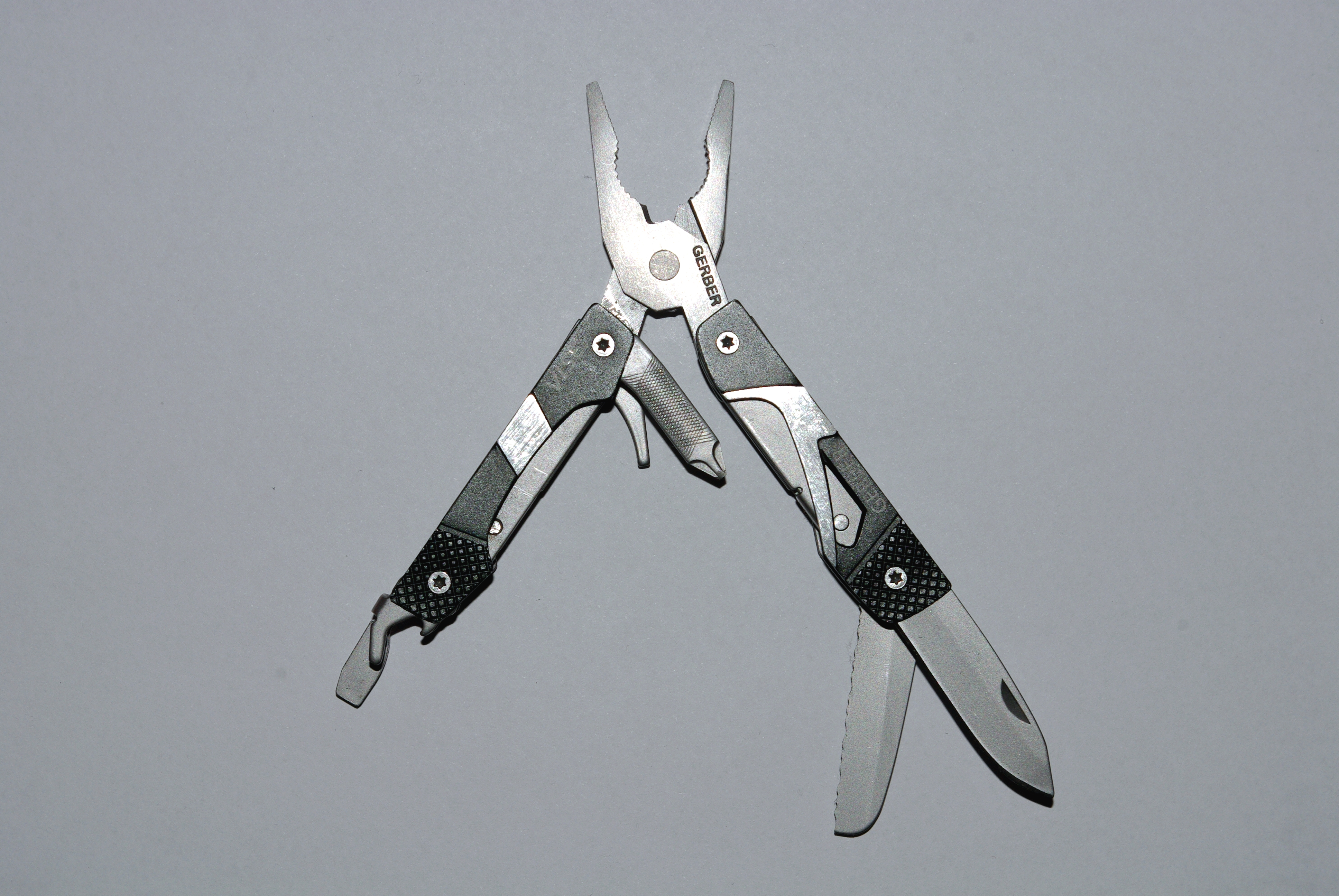
Gerber Vise, fully opened
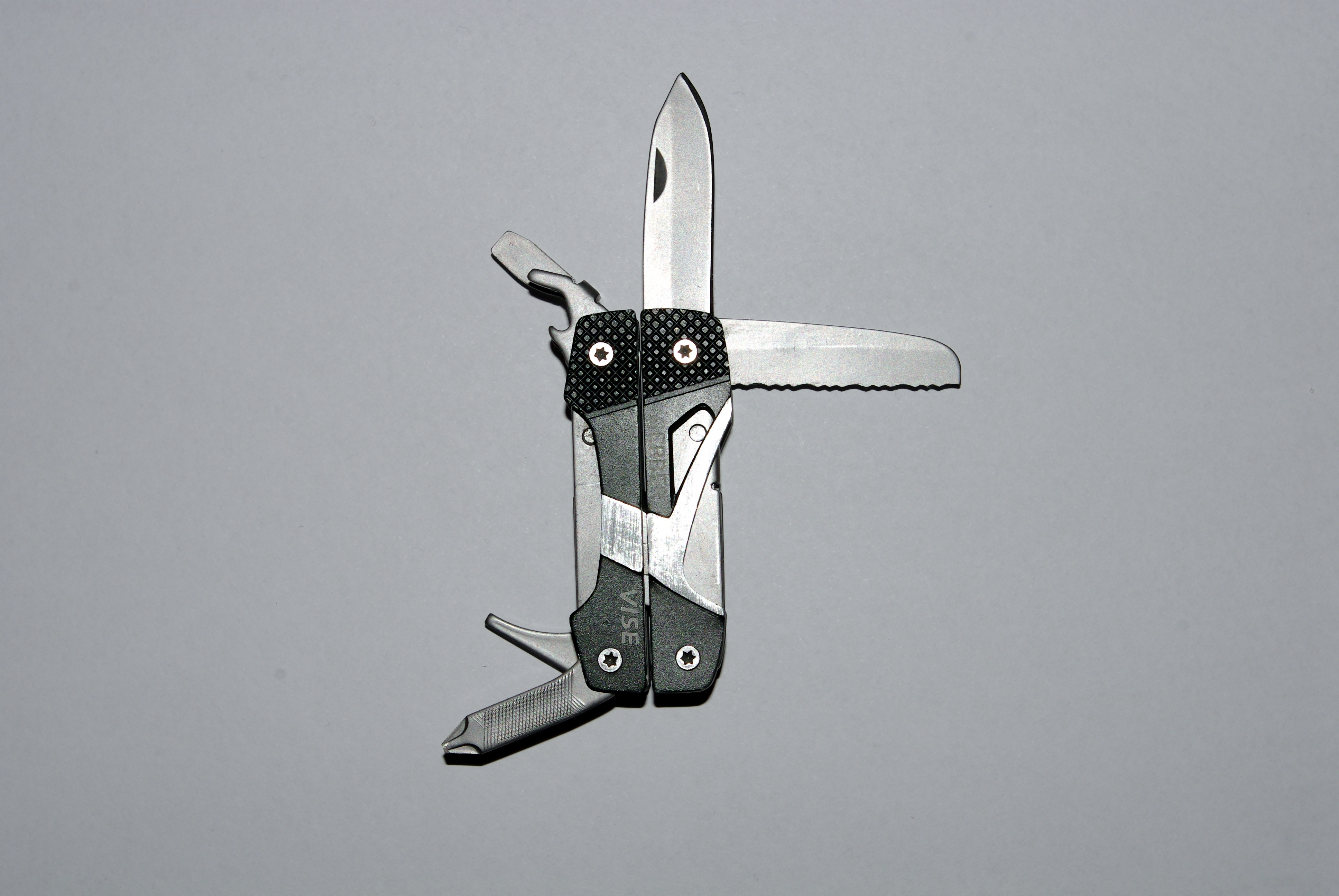
Gerber Vise, only side tools opened
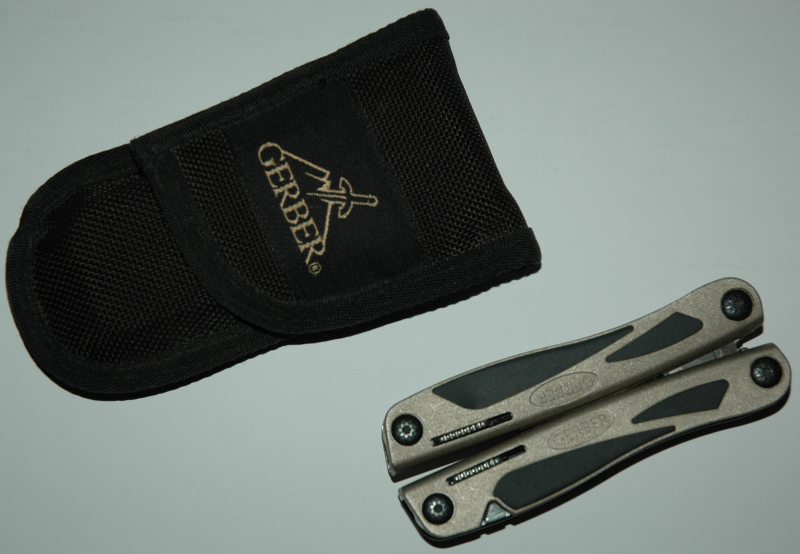
Gerber Legend Multi-Plier 800
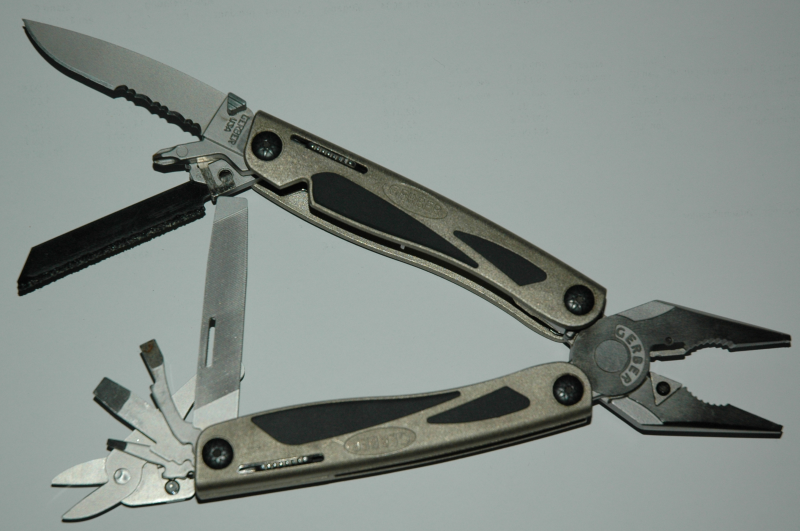
Gerber Legend Multi-Plier 800